# Vittorio Silvestrini
Giuseppe Vittorio Silvestrini (Appiano sulla Strada del Vino, 9 aprile 1935 – Napoli, 30 agosto 2024) è stato un fisico e scrittore italiano.

## Biografia
Conseguita nel 1953 la maturità classica presso il Liceo Torricelli di Faenza, si laureò con lode nel 1957 in Fisica all'Università di Pisa quale alunno della Scuola Normale Superiore. Dal 1972 fu ordinario di Fisica Generale presso l'Università degli Studi di Napoli Federico II alla Facoltà di Ingegneria. Svolse una lunga e prestigiosa attività di ricerca in vari settori della Fisica, dalle particelle elementari all'energetica, all'ottimizzazione e pianificazione di sistemi complessi. Nella sua lunga carriera didattica, sviluppatasi con continuità a partire dal 1958 in università e istituzioni pubbliche e private, italiane e straniere, pubblicò numerosi testi e saggi destinati alla formazione e divulgazione e centinaia di contributi scientifici.
Fu anche presidente della Fondazione IDIS, Istituto per la Diffusione e la Valorizzazione della Cultura Scientifica, nonché fondatore di Città della scienza di Napoli, di cui presiedeva il consiglio d'amministrazione. Nel 2006 ricevette il Premio “Descartes” per la comunicazione scientifica diventando di fatto l'unico italiano ad aver vinto tale premio..

## Opere principali
- Uso dell'energia solare, Roma, Editori riuniti, 1981
- Risparmiare energia, Firenze, La nuova Italia, 1982
- Storia della terza guerra mondiale, Napoli, Liguori, 1982
- Come si prende una decisione, Roma, Editori riuniti, 1982
- Guida alla teoria della relatività, Roma, Editori riuniti, 1984
- Un generale piccolo piccolo, Napoli, Liguori, 1984
- Che cos'e l'entropia, Roma, Editori riuniti, 1985
- Patruzza, il dottore e Ferdinando, Napoli, Pironti, 1985
- Cronache da una provincia dell'impero, Roma, Editori riuniti, 1987
- Uso dell'energia solare, Roma, Editori riuniti, 1988
- Ristrutturazione ecologica della civiltà: il comunismo verso il terzo millennio, prefazione di Pietro Ingrao, Napoli, Cuen, 1990
- Vino di paradiso, Napoli, Liguori, 1991
- Controverso: globalizzazione, qualità della vita, lavoro, Napoli, CUEN, 1997
- La risorsa infinita, per una società democratica della conoscenza, Roma, Editori Riuniti university press, 2009
- Guida alla teoria della relatività, Roma, Editori Riuniti university press, 2011
- Che cos'è l'entropia, Roma, Editori Riuniti university press, 2011